# 木内千鶴子
木内 千鶴子（きうち ちづこ）は日本の漫画家・イラストレーター。香川県高松市出身。

## 概要
1957年に『愛の流れ』（東光堂）で漫画家としてデビュー。その後、若木書房などの貸本向け少女漫画を描いていたが、1960年代後半からは集英社専属となり、「週刊マーガレット」「別冊マーガレット」「セブンティーン」などの雑誌に多数の作品を提供した。ラブストーリーではなく、やや道徳的な感動の物語といった感じの作品が多く、大人気とまではいかないが根強いファンがいる漫画家だった。
1970年代後半に漫画家活動をやめて、その後は地元の香川県でイラストレーターとして活躍し、個展も開いている。現在は、地元の専門学校と短期大学で後進の育成につとめている。なお、妹の木内佳寿子も漫画家だった。

## 主な単行本
- 『友情の樹よ大きく』、集英社〈マーガレットコミックス〉、1968年6月[2]
- 『友情のひみつ』、集英社〈マーガレットコミックス〉、1969年8月[3]
- 『ノラをさがして! : 木内千鶴子けっさく集』、集英社〈マーガレットコミックス〉、1973年5月[4]
- 『天国が見つからない』、集英社〈マーガレットコミックス〉、1974年9月[5]
- 『ああ七島灘に眠る友よ!』、創美社〈マーガレットレインボー・コミックス〉、1976年8月[6]